# メアリー・フライ
メアリー・エリザベス・フライ（Mary Elizabeth Frye、1905年11月13日 - 2004年9月15日）は、語り継がれる詩 "Do not stand at my grave and weep"の作者といわれる主婦である。

## 略歴
1905年11月13日、メアリー・エリザベス・クラーク（Mary Elizabeth Clark）としてアメリカ合衆国オハイオ州デイトンに誕生。
3歳で孤児になり、12歳でメリーランド州ボルチモアに移住させられる。1927年、服飾業を営むクロード・フライ（Claud Frye）と結婚。育児、花売りをする。
1932年、同居していた友人マーガレット・シュワーツコップ（Margaret Schwarzkopf）の母が死去した際に、のちに "Do not stand at my grave and weep" として親しまれることになった詩を書く（ただし、この詩がメアリー・エリザベス・フライの完全な創作か、それともさらに起源を遡れるものかは、様々な説がある）。以降人伝いで広まり、世界中で語り継がれている。
日本では、日本語訳として、「千の風」や「千の風になって」という題で紹介されており、特に「千の風になって」は、2006年、秋川雅史によるシングルの発売以降、大きな話題となった。
2004年9月15日死去（98歳）。